# Скьюс, Хейзел
Хейзел Скьюс (англ. Hazel Skuce; урождённая Шорт, ранее Пэтмор; 7 февраля 1912, Манитоба, Канада — 3 января 2025, Брандон, Манитоба) — канадская супердолгожительница, чей возраст подтверждён GRG. Являлась на момент своей смерти 30-м старейшим живущим жителем мира и старейшим живым жителем Канады.

## Биография
Хейзел Скьюс родилась в муниципалитете Бланшард, Манитоба, Канада, 7 февраля 1912 года в семье Джорджа Холвелла и Эстер Шорт. У неё были 1 брат и 2 сестры.
Хейзел жила с сёстрами и родителями в нескольких километрах от Риверса. Девочки учились в однокомнатной сельской школе, находившейся в более чем 5 километрах от дома.
Первым мужем Хейзел был Дик Пэтмор, который заведовал детским садом в Брэндоне. После его смерти, она вышла замуж за Джона Скьюса. Хейзел так и не смогла завести детей.
Хейзел преподавала во многих сельских школах. Также она увлекалась искусством. Птицы были её страстью. В течение 40 лет она входила в местное сообщество натуралистов, где рисовала пейзажи. Однако ей пришлось бросить это дело из-за ухудшающегося зрения.
В 107-й день рождения Хейзел Скьюс навестила в доме престарелых её 105-летняя сестра Клара Хорнибрук (дожила до 108 лет). Когда Скьюс задали вопрос о её секрете долголетия, она ответила, что его нет: «Я думаю, что происходит то, что происходит, я просто счастлива сегодня, и на следующий день, и так далее»..
На момент своего 111-летия Хейзел Скьюс жила в Hillcrest Place Personal Care Home в Брэндоне, Манитоба, Канада.
Скончалась 3 января 2025 года в возрасте 112 лет 331 дней.

## Рекорды долголетия
- 7 февраля 2022 года стала супердолгожителем.
- 25 февраля 2022 года в возрасте 108 лет и 166 дней умерла её младшая сестра Клара Хорнибрук, что сделало их одной из старейших пар сестёр в истории[8].
- 25 июня 2024 года она стала старейшим живым человеком в Канаде после смерти 112-летней Гертруды Горецкой[9].